# 乌兹别克斯坦国家图书馆

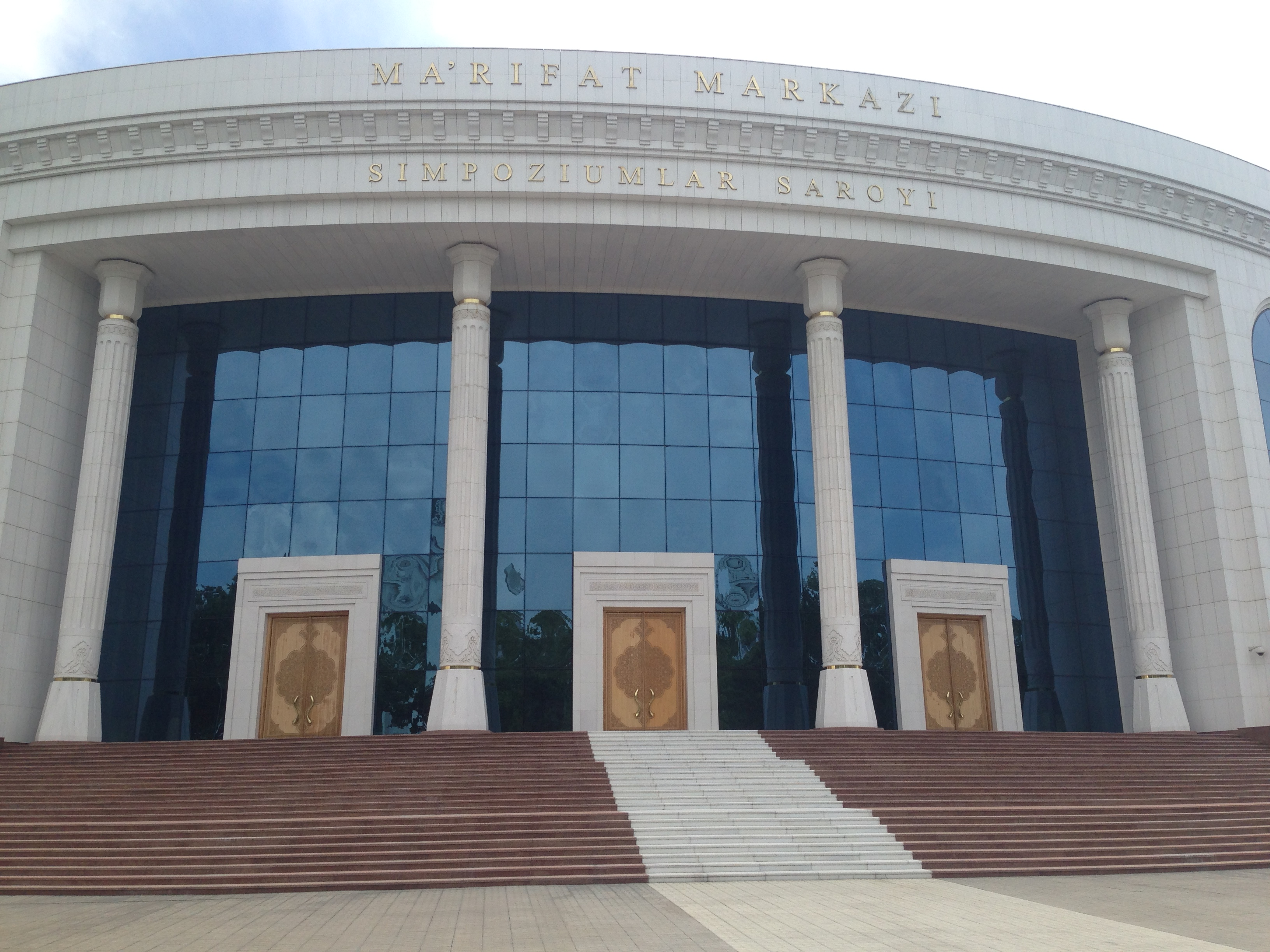
乌兹别克斯坦国家图书馆

烏茲別克國家圖書館（烏茲別克語: Alisher Navoiy nomidagi O‘zbekiston Milliy kutubxonasi）是烏茲別克的國家圖書館，成立於1870年，當時是塔什干公共圖書館。1920年，它成為烏茲別克斯坦國家公共圖書館。1947年以烏茲別克斯坦詩人Ali-Shir Nava'i的名字命名。2002年4月12日，它更名為烏茲別克斯坦共和國國家圖書館 。

## 外部連結
- 官方网站 (烏茲別克語、俄語)

41°19′02″N 69°16′29″E / 41.31722°N 69.27472°E